# Парахин, Дмитрий Иванович
Дмитрий Иванович Парахин (род. 20 апреля 1978) — российский дзюдоист, бронзовый призёр чемпионата России 1998 года, чемпион Европы среди полицейских 2003 года, мастер спорта России международного класса. Преподаватель Брянского филиала Университета МВД. Тренер школы специальной подготовки частных охранников «Варяг».

## Спортивные результаты
- Чемпионат России по дзюдо 1998 года — .